# 亚马尻一家
《亚马尻一家》是永井豪創作的搞笑題材日本漫畫作品，在秋田書店《周刊少年Champion》連載，自1969年連載至1973年，1992年發售OVA共4卷。2009年11月21日电影《亚马尻一家 THE MOVIE》上映。

## 劇情大綱
故事描述惡名昭彰的犯罪者家族「亞馬尻一家」的成員充滿搞笑、色情、暴力的日常生活，整體故事以多個數話完結的中篇組成，每一篇的風格各異，有著恐怖、西部、科幻等各種題材。